# ウィンドミル (オーストラリア)
ウィンドミル (The Windmill) はオーストラリア、クイーンズランド州ブリスベンのウィッカムテラスの中のアルバートパークにある。ブリスベンで一番古い建造物。
ウィンドミルは1820年代の植民地時代、小麦やトウモロコシなどの穀類を挽く為に受刑者たちによって作られた。